# Sang-e Pīr
Sang-e Pīr (persiska: سنگ پیر) är en ort i Iran.   Den ligger i provinsen Khorasan, i den nordöstra delen av landet, 600 km öster om huvudstaden Teheran. Sang-e Pīr ligger 1 765 meter över havet och antalet invånare är 247.
Terrängen runt Sang-e Pīr är kuperad. Runt Sang-e Pīr är det ganska glesbefolkat, med 31 invånare per kvadratkilometer. Närmaste större samhälle är Tavandar, 13,0 km nordost om Sang-e Pīr. Omgivningarna runt Sang-e Pīr är i huvudsak ett öppet busklandskap.